# 王輝
王 輝（おう き 英語: Wang Hui, 1978年- ）は、中国黒竜江省ハルビン出身の卓球選手。中国からの帰化選手であり、中国名は王輝（ワン・フィ）。日立化成工業所属。
夫は日産所属の金恩華。

## 略歴
13歳で中国ナショナルチームに入り、17歳で全中国選手権優勝。1995年に18歳で世界卓球選手権天津大会に出場。ITTFプロツアーでは1997年にスウェーデンのカルマル大会で優勝している。2002年に中国代表を退いた後、来日。2008年3月に日本国籍を取得。2010年1月に行われた全日本卓球選手権女子シングルスで優勝したが第50回世界卓球選手権団体戦代表入りは辞退した。
2010年2月11日引退の意向を表明。

## プレイスタイル
中国出身の選手にしては、比較的後陣でプレイすることが多い。回転を掛けたカット、ナックル性のカットを使い分けてミスを誘うが、特に回転を掛けたカットは、カット打ちで返すことが難しいほどの強烈な回転を掛けている。またチャンスボールが来ればスマッシュを打ったりするなど、前陣から後陣まで高い水準でプレイすることができる。

## 主な戦績
2000年
- 世界卓球選手権 女子団体 優勝

2003年
- 東京卓球選手権大会 優勝

2007年
- 第16回日本卓球リーグ・ビッグトーナメント 女子シングルス 優勝

2008年
- 第42回全日本社会人卓球選手権 女子シングルス 優勝

2009年
- 平成20年度全日本卓球選手権大会 女子シングルス 準優勝
- 第43回全日本社会人卓球選手権 女子シングルス 優勝

2010年
- 平成21年度全日本卓球選手権大会 女子シングルス 優勝